# Иван Шулев
Иван Дойчев Шулев-Шулето е български актьор.
Роден е в град Копривщица на 22 февруари 1925 г. Завършва през 1959 г. ВИТИЗ „Кръстъо Сарафов" със специалност театрознание. Работил е като редактор във вестник „Народен спорт“ (1947-1949) и вестник Работническо дело (1950-1958), като редактор в Студия за игрални филми (СИФ) „Бояна“ (1958-1964), като редактор, главен редактор и худ. ръководител в Студия за научнопопулярни и документални филми (СНПДФ) „Време“ (1964-1982) и като директор на Българска национална филмотека от 1982. Член на Съюз на българските филмови дейци. Починал на 29 декември 2002 г.

## Филмография
- Българи от старо време (1945)